# 罗布顿珠
罗布顿珠（藏語：ནོར་བུ་དོན་གྲུབ་，威利转写：nor bu don grub；1960年12月—），男，藏族，西藏琼结人，中华人民共和国政治人物。中央政法干部学校西藏班毕业，中共中央党校研究生学历，二级大法官。曾任拉薩市人民政府市長、西藏自治区高级人民法院院长、中共西藏自治區黨委常委、西藏自治区人民政府常务副主席。現任西藏自治区人大常委会副主任，中国共产党第十九届中央委员会候补委员。

## 生平
1975年9月，在北京中央政法干部学校西藏班学习。1978年6月加入中国共产党。同年8月参加工作，任山南地区公安处刑警队干警（期间，1981年1月至1981年10月在公安部人民警察干部学校痕迹检验专业学习）。1987年7月，任山南地区公安处刑警队队长。1990年3月，任山南地区公安处副处长。1992年3月，任山南地区公安处处长、党组副书记。1996年11月，任中共山南地委副书记、政法委书记。1998年7月，任中共拉萨市委常委，市公安局局长（期间，1997年8月至2000年6月，在中央党校函授学院大专班党政管理专业学习）。2001年7月，任中共拉萨市委副书记，市公安局局长。2001年10月，任中共拉萨市委副书记、政法委书记，市公安局局长（正地级干部）（2000年8月－2002年12月在中共中央党校函授学院领导干部函授本科班经济管理专业学习）。2002年12月，任中共拉萨市委副书记、市长（期间，2002年3月至2003年1月在中央党校培训部一年制中青年干部培训班学习；2003年3月至2005年1月在中央党校研究生院在职研究生班中共党史专业学，获研究生学历）。2006年9月，任西藏自治区高级人民法院党组书记、常务副院长。2007年1月，任西藏自治区高级人民法院院长、党组书记（至2013年1月）。2011年11月，任中共西藏自治區黨委常委、昌都地委书记。2014年12月，昌都撤地设市后担任首任市委书记。2016年12月，任中共西藏自治區黨委常委、自治区人民政府常务副主席（和丁业现、姜杰同时担任常务副主席）。2017年10月，中国共产党第十九次全国代表大会上当选中国共产党第十九届中央委员会候补委员。2021年1月，卸任自治区政府副主席，并补选为西藏自治区人大常委会副主任。